# Moulin McLean
Le moulin McLean est une scierie fonctionnant à la vapeur située au nord de Port Alberni en Colombie-Britannique (Canada). Il a été opéré par Robert Bartlett McLean et ses trois fils entre sa construction en 1926 et 1965. Elle a été désignée lieu historique national du Canada en 1989.

## Histoire
La scierie a originellement fonctionné comme une entreprise familiale entre 1926 et 1965. Le lot a été acheté par Robert Bartlett ("R.B.") McLean, sa femme Cora et ses trois fils, Arnold, Philip et Walter.
Arnold reprend toutes les opérations à son compte. Il lègue l'entreprise à son fils Howard, qui met fin à son activité en 1964, à cause d'une trop grande concurrence.